# Přepeře (district de Semily)
Pour les articles homonymes, voir Přepeře.
Přepeře  est une commune du district de Semily, dans la région de Liberec, en République tchèque. Sa population s'élevait à 962 habitants en 2021.

## Géographie
Přepeře se trouve à 4 km à l'ouest du centre de Turnov, à 16 km à l'ouest-sud-ouest de Semily, à 21 km au sud-sud-est de Liberec et à 75 km au nord-est de Prague.
La commune est limitée par Čtveřín, Lažany et Ohrazenice au nord, par Turnov à l'est, par Modřišice et Všeň au sud, et par Příšovice à l'ouest.

## Histoire
La première mention écrite du village date de 1323.

## Galerie

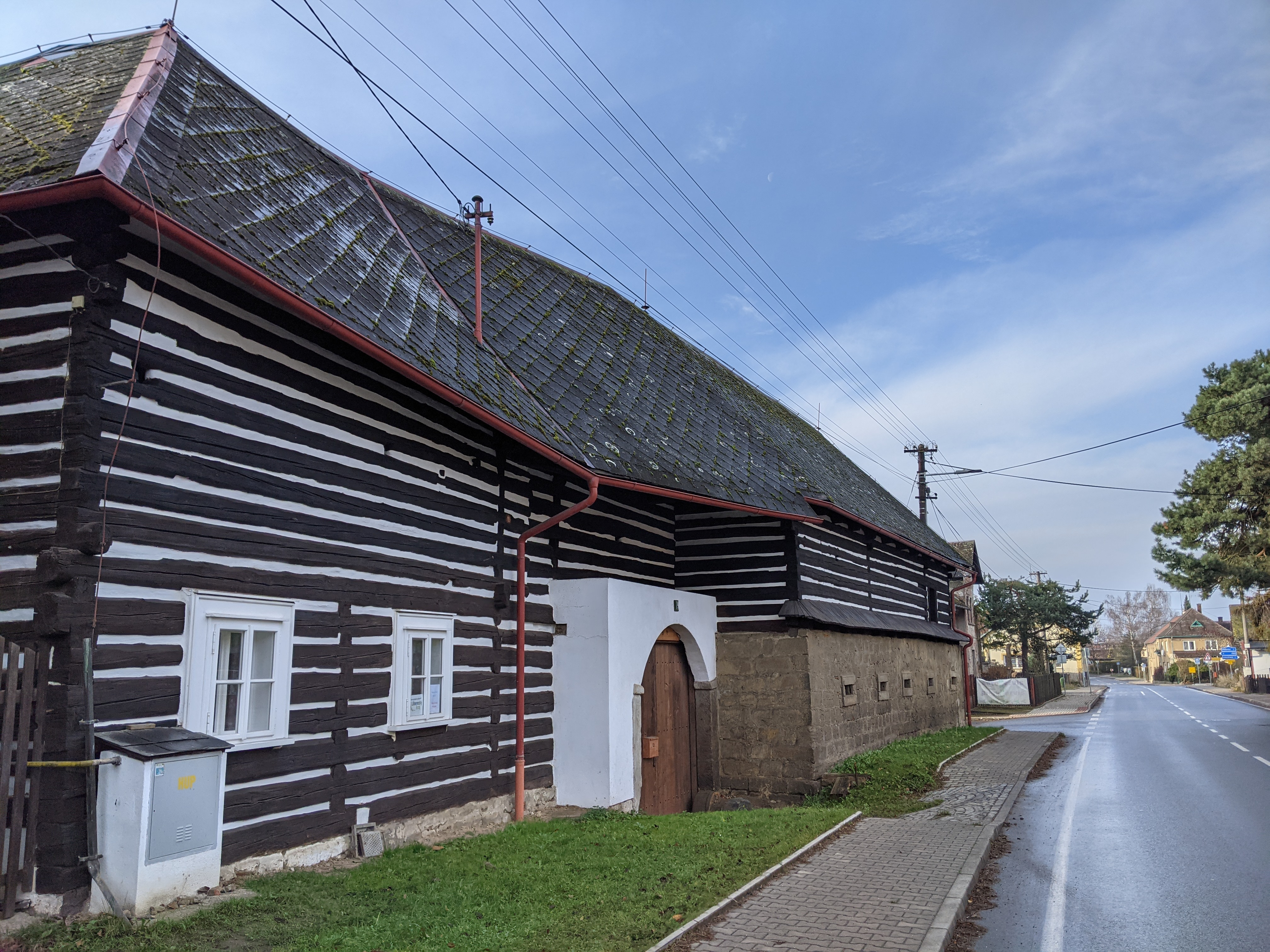
Architecture traditionnelle.
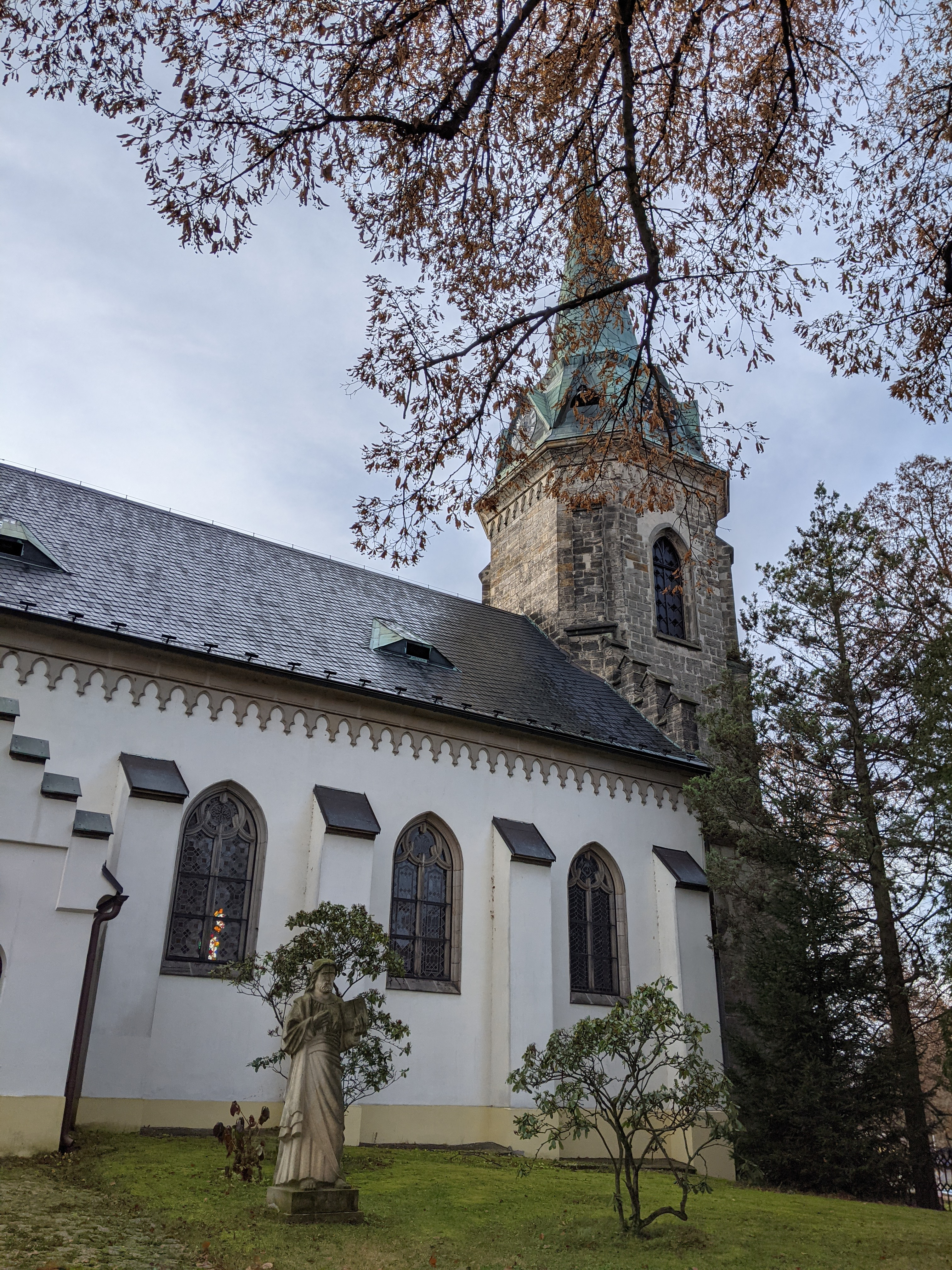
Église Saint-Jacques-le-Majeur.
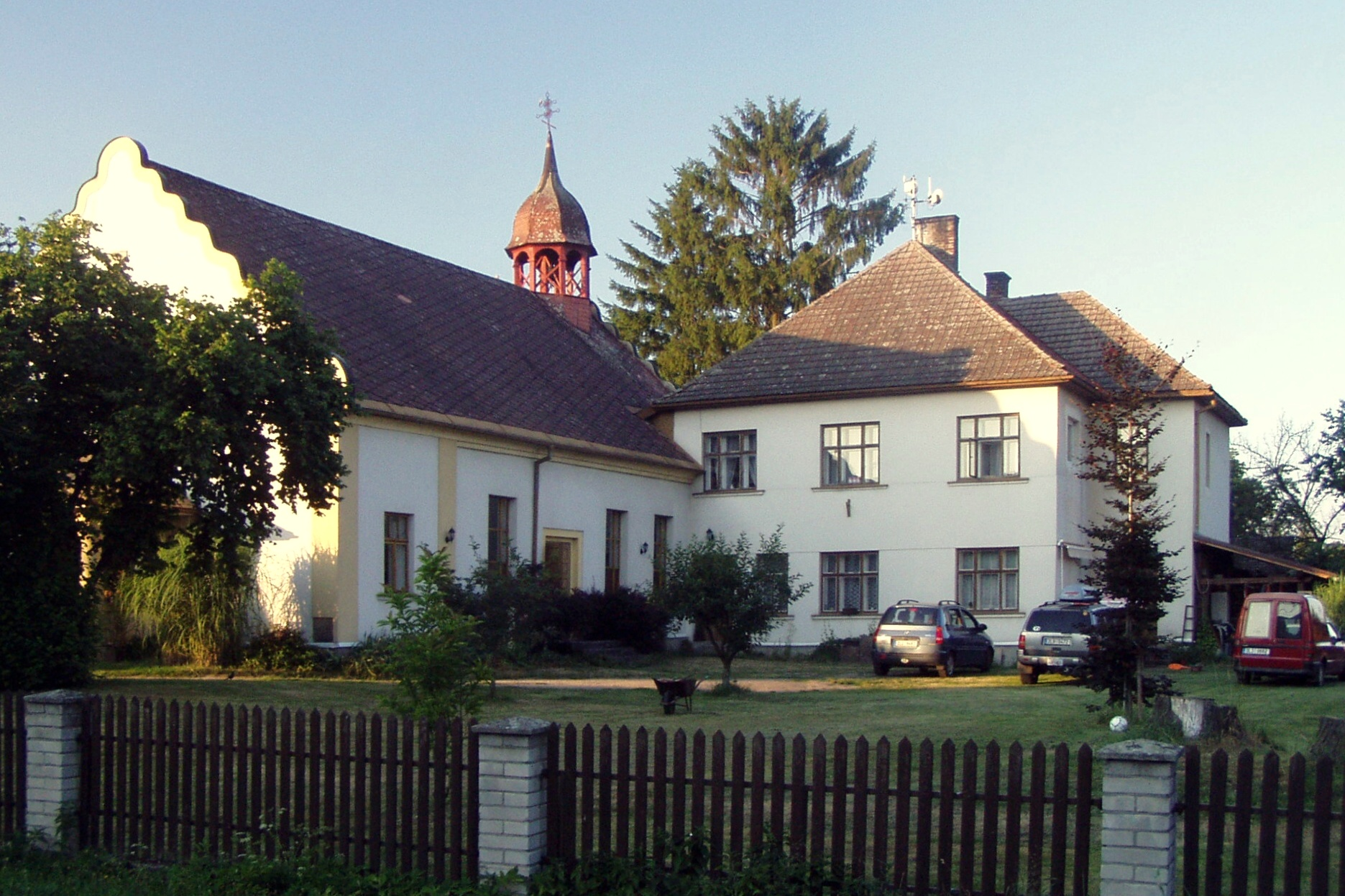
Église hussite.

## Transports
Par la route, Přepeře se trouve à 4 km de Turnov, à 22 km de Semily, à 25,5 km de Liberec et à 91 km de Prague.